# Tyrimnus leucographus
Il  cardo variegato (nome scientifico Tyrimnus leucographus (L.) Cass.)  è una pianta erbacea spinosa e perenne, appartenente alla famiglia delle Asteraceae.  È anche l'unica specie del genere Tyrimnus (Cass.) Bosc, 1819.

## Descrizione
Questa pianta può raggiungere un'altezza di 2 – 10 dm. La forma biologica è terofita scaposa (T scap), ossia in generale sono piante erbacee che differiscono dalle altre forme biologiche poiché, essendo annuali, superano la stagione avversa sotto forma di seme e sono munite di asse fiorale eretto e spesso privo di foglie. È una pianta più omeno spinosa sia sulle foglie che nel fusto. Tutta la pianta è bianco-ragnatelosa.

### Radici
Le radici sono di tipo secondario.

### Fusto
La parte aerea del fusto è eretta e alato-spinosa nella parte bassa (le spine sono robuste). La parte terminale è lungamente nuda e cilindrica.

### Foglie
Le foglie sono lungamente decorrenti e spinose. La forma è pennatopartita (dimensioni: larghezza 2 – 4 cm; lunghezza 8 – 20 cm). La parte adassiale è variegata di bianco.

### Infiorescenza
Le infiorescenze sono formate da capolini (diametro di 1,5 - 2,5 cm) isolati su lunghi peduncoli nudi. I fiori sono racchiusi in un involucro piriforme formato da diverse squame (o brattee) lesiniformi terminanti con una debole spina. All'interno dell'involucro un ricettacolo squamato fa da base ai fiori tubulosi. I fiori periferici sono sterili; talvolta sono assenti.

### Fiore
I fiori del capolino sono tutti tubulosi (il tipo ligulato, presente nella maggioranza delle Asteraceae,  qui è assente), sono inoltre ermafroditi, tetraciclici (a 4 verticilli: calice– corolla – androceo – gineceo) e pentameri (ogni verticillo ha 5 elementi).
- Formula fiorale :

- /x K {\displaystyle \infty }, [C (5), A (5)], G 2 (infero), achenio

- Calice: i sepali del calice sono ridotti al minimo (una coroncina di scaglie).
- Corolla: il colore della corolla è purpureo o bianco.
- Androceo: gli stami sono 5 ed hanno dei filamenti concresciuti. Le antere sono caudate alla base.
- Gineceo l'ovario è infero; gli stigmi sono glabri (hanno un ciuffo di peli solo all'apice dello stilo che sporge rispetto alla corolla). La superficie stigmatica è posta all'interno degli stigmi.[13]
- Fioritura: da maggio a luglio.

### Frutti
I frutti sono degli acheni con pappo. La forma dell'achenio è obovoide-compressa con 2 - 4 rigonfiamenti ellittici callosi su entrambi i lati. All'apice gli acheni hanno una coroncina emisferica. La superficie è liscia e glabra. Il pappo, lungo quasi quanto la corolla, è formato da setole (o peli) piumosi; il colore è bianco o bianco-giallastro.

## Biologia
- Impollinazione: l'impollinazione avviene tramite insetti (impollinazione entomogama).
- Riproduzione: la fecondazione avviene fondamentalmente tramite l'impollinazione dei fiori (vedi sopra).
- Dispersione: i semi cadendo a terra (dopo essere stati trasportati per alcuni metri dal vento per merito del pappo – disseminazione anemocora) sono successivamente dispersi soprattutto da insetti tipo formiche (disseminazione mirmecoria).

## Distribuzione e habitat
- Geoelemento: il tipo corologico (area di origine) è Steno Mediterraneo.
- Distribuzione: in Italia questa specie è rara ed è presente al centro e al sud (Sicilia esclusa). Altrove è presente nell'areale del Mediterraneo.[2]
- Habitat: l'habitat tipico per questa specie sono gli incolti e i ruderi.
- Distribuzione altitudinale: sui rilievi queste piante si possono trovare fino a 1200 m s.l.m..

## Tassonomia
La famiglia di appartenenza di questa voce (Asteraceae o Compositae, nomen conservandum) probabilmente originaria del Sud America, è la più numerosa del mondo vegetale, comprende oltre 23.000 specie distribuite su 1.535 generi, oppure 22.750 specie e 1.530 generi secondo altre fonti (una delle checklist più aggiornata elenca fino a 1.679 generi). La famiglia attualmente (2021) è divisa in 16 sottofamiglie.
La tribù Cardueae a sua volta è suddivisa in 12 sottotribù (la sottotribù Carduinae è una di queste).

### Filogenesi
Il genere di questa voce è inserito nel gruppo tassonomico della sottotribù Carduinae. In precedenza provvisoriamente era inserito nel gruppo tassonomico informale "Carduus-Cirsium Group". La posizione filogenetica di questo genere nell'ambito della sottotribù, è abbastanza centrale vicina al genere Carduus.
Il gruppo "Carduus-Cirsium Group" comprende i seguenti generi:
- Carduus L.
- Cirsium Mill.
- Notobasis Cass.
- Picnomon Adans.
- Silybum Adansl.

Questo gruppo, comprendente specie distribuite soprattutto nella regione mediterranea, è caratterizzato da piante erbacee spinose (raramente senza spine) a ciclo biologico annuale, bienne e perenne. Le foglie sono decorrenti e spesso i fusti sono alati. I capolini sono caratterizzati da fiori omogamici (raramente quelli esterni sono sterili). Il colore delle corolle è generalmente porpora, ma anche giallo o bianco (meno spesso giallo). Le antere hanno delle corte code con filamenti papillosi. I frutti acheni hanno una superficie liscia e sono strettamente ob-ovoidi, ob-lunghi o orbicolati.
Il carattere più distintivo per questa pianta è il ricettacolo squamato e la sterilità dei fiori periferici. Da ricerche di tipo filogenetico risulta che questo genere è strettamente collegato al genere Carduus.
Il numero cromosomico di questa specie è: 2n = 34.

### Sinonimi
Questa entità ha avuto nel tempo diverse nomenclature. L'elenco seguente indica alcuni tra i sinonimi più frequenti:
- Acarna leucographa (L.) Hill
- Carduus leucographus  L.
- Cirsium maculatum  Lam.
- Cnicus leucographus  (L.) Roth